# Torsås distrikt
Torsås distrikt är ett distrikt i Torsås kommun och Kalmar län. Distriktet ligger i och omkring Torsås. 

## Tidigare administrativ tillhörighet
Distriktet inrättades 2016 och utgörs av socknen Torsås i Torsås kommun.
Området motsvarar den omfattning Torsås församling hade 1999/2000.